# Nour Mohammad Taraki
Nour Mohammad Taraki, né le 14 juillet 1917 à Ghazni et mort le 9 octobre 1979 à Kaboul, est un révolutionnaire communiste et un homme d'État afghan, président du Conseil révolutionnaire de la république démocratique d'Afghanistan du 30 avril 1978 au 14 septembre 1979. 
Issu d'une famille pauvre de paysans pachtounes, il dirige le parti démocratique populaire d'Afghanistan (PDPA), puis son aile gauche, le Khalq, avant de prendre le pouvoir lors de la révolution de Saur d'avril 1978. Taraki tente de mettre en place un régime marxiste mais doit faire face à l'insurrection islamiste des moudjahidines, avant d'être assassiné par son premier ministre, Hafizoullah Amin, qui entraîne l'invasion de l'Afghanistan par l'union soviétique à la fin de 1979.

## Biographie

### Jeunesse
Nour Mohammad Taraki est né le 14 juillet 1917 dans la province de Ghazni, dans une famille d'éleveurs pachtounes semi-nomades très pauvres, qui consacrent leurs maigres ressources pour permettre à leur fils d'apprendre à lire et à écrire, une exception dans l'Afghanistan des années 1920. Au début des années 1930, il se rend à Mumbai en Inde, où il fait la connaissance de Khan Abdul Ghafar Khan, et fréquente des membres du parti communiste indien qui l'initient à la pensée marxiste. De retour en Afghanistan, il étudie à l'université de Kaboul avant de commencer une carrière de journaliste. Il est impliqué dans les mouvements réformistes et progressistes des années fin 1940 au début des années 1950, avant d'être de facto exilé en 1953 en étant nommé attaché de presse à l'ambassade afghane à Washington. Il se rend par la suite en URSS, où il est recruté par le KGB, avant de retourner dans son pays en 1956, au moment où l'URSS se rapproche de l'Afghanistan.
Remarqué pour ses qualités de polyglotte (il parle couramment pachtoune, dari, ourdou, anglais et russe), il se lance dans une carrière d'interprète, en étant cependant persécuté par le gouvernement (contrôlé par le prince Daoud Khan), qui l'empêche d'exercer un emploi stable. Il est brièvement employé comme interprète par l'ambassade américaine à Kaboul, où il se livre vraisemblablement à des opérations d'espionnage au profit des soviétiques. Parallèlement à sa profession d'interprète, il se fait écrivain et poète, ses œuvres lui apportant une certaine renommée. Son style, simple et accessible pour toute une jeunesse attirée par la modernité et les idées socialistes ; et les thèmes qu'il développe, à savoir la rude vie des paysans afghans et son espoir de voir advenir un monde meilleur, lui valent le surnom du «Maxime Gorki afghan».

### Débuts en politique
Plus tard, au milieu des années 1960, alors que le roi Zaher Shah ouvre une période de semi-démocratie, il se lance dans la constitution du premier vrai parti communiste afghan : le Parti démocratique populaire d'Afghanistan (PDPA), dont il est élu secrétaire général lors de son congrès fondateur du 1er janvier 1965. 
Le PDPA explose vite en deux groupes, avec d'un côté le Khalq (« Le peuple » ou « Les masses »), et de l'autre le Parcham (« Le drapeau ») : Les membres du Khalq souhaitent la création d'un parti révolutionnaire d'avant-garde marxiste-léniniste, quoique ayants un attrait certain pour le nationalisme et l'irrédentisme pachtoune. Ce sont pour la plupart des pachtounes d'origines rurales et modestes. En revanche, le Parcham est composé surtout de persans (daris ou tadjiks) issus de la bourgeoisie urbaine, et ayant une approche réformiste, donc souhaitant collaborer directement avec le gouvernement royal. L'intense rivalité que se vouent Hafizoullah Amin (un des principaux alliés de Taraki) et Babrak Karmal (le leader du Parcham), a également largement contribué à l'éclatement du parti.
Les deux partis vont évoluer séparément pendant dix années, chacun entretenant des relations étroites avec les soviétiques. Taraki place délibérément le parti à la marge de la vie politique afghane, recrutant surtout des instituteurs et des officiers, et augmentant peu à peu la force du Khalq jusqu'à atteindre plusieurs milliers de membres. Les relations étroites que l'URSS entretien avec l'Afghanistan, formant nombre de ses cadres et officiers, facilite la pénétration de l'armée par le Khalq, en particulier à partir de 1973, suite aux désillusions de nombres de militaires à l'égard du régime républicain de Daoud Khan et de ses alliés du Parcham. La figure d'Hafizoullah Amin, chargé de l'implantation du parti dans les forces armées, s'impose durant cette période comme celle de l'homme fort du parti. Amin sera souvent dépeint comme le « meilleur disciple » de Taraki, mais certains proéminents dirigeants khalqis tels qu'Abdelkrim Missaq ont affirmé que les deux hommes entretenaient des relations plus complexes. Dès 1976, alors que le parti commence à disposer d'une base conséquente dans les forces armées, Amin commence à réfléchir à un potentiel coup d'État, mais Taraki juge le khalq encore trop faible pour prendre le pouvoir et remet ces plans à plus tard.

### Révolution de Saur

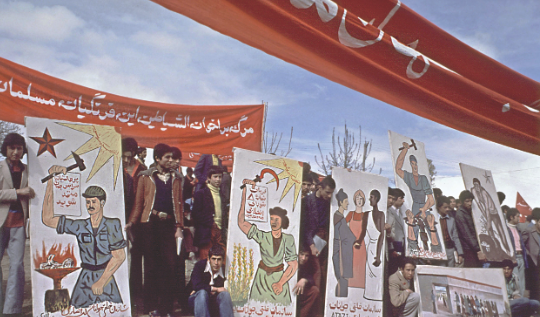
Militants et sympathisants du PDPA après la révolution de Saur.

La politique de plus en plus autoritaire et répressive de Daoud Khan oblige le Khalq et le Parcham à se réunifier durant l'été 1977. Quelques mois plus tard, le 17 avril 1978, l'un des chefs de la tendance parchamiste du parti, Mir Akhbar Khyber, est assassiné, vraisemblablement à l'instigation du gouvernement. Une importante manifestation en sa mémoire rassemblant 30 000 personnes et durant laquelle le parti démontre sa force est organisée. Daoud prend peur et ordonne la dissolution du PDPA et l'arrestation de ses dirigeants : Taraki est brièvement emprisonné dans la prison de Pul-e-Charkhi ; cependant que les officiers sympathisants envers le PDPA, craignant d'être arrêtés à leur tour et agissant sur les consignes d'Amin, organisent un coup d'État au matin du 27 avril 1978 ; coup d'État qui sera appelé « Révolution de Saur » selon le nom en dari du mois d'avril-mai dans calendrier persan. Il s'en est fallu de peu car Daoud envisageait de faire condamner à mort et exécuter Taraki et les autres communistes prisonniers à très court terme. Le coup d'État fait près de 3 000 morts et se termine le 28 avril, avec la prise complète de Kaboul par les insurgés, et par l'assassinat de Daoud Khan et de sa famille. 
Le pouvoir échoit aux civils du PDPA, qui proclament l'avènement de la république démocratique d'Afghanistan le 30 avril. Nour Mohammad Taraki devient le premier président du conseil révolutionnaire, avec Babrak Karmal comme vice-président, ainsi qu'Hafizoullah Amin comme premier ministre. Le régime annonce qu'il sera gouverné par décrets, comme le faisait Daoud, donc sans convoquer de parlement.

### Au pouvoir

#### Mise à l'écart du parcham

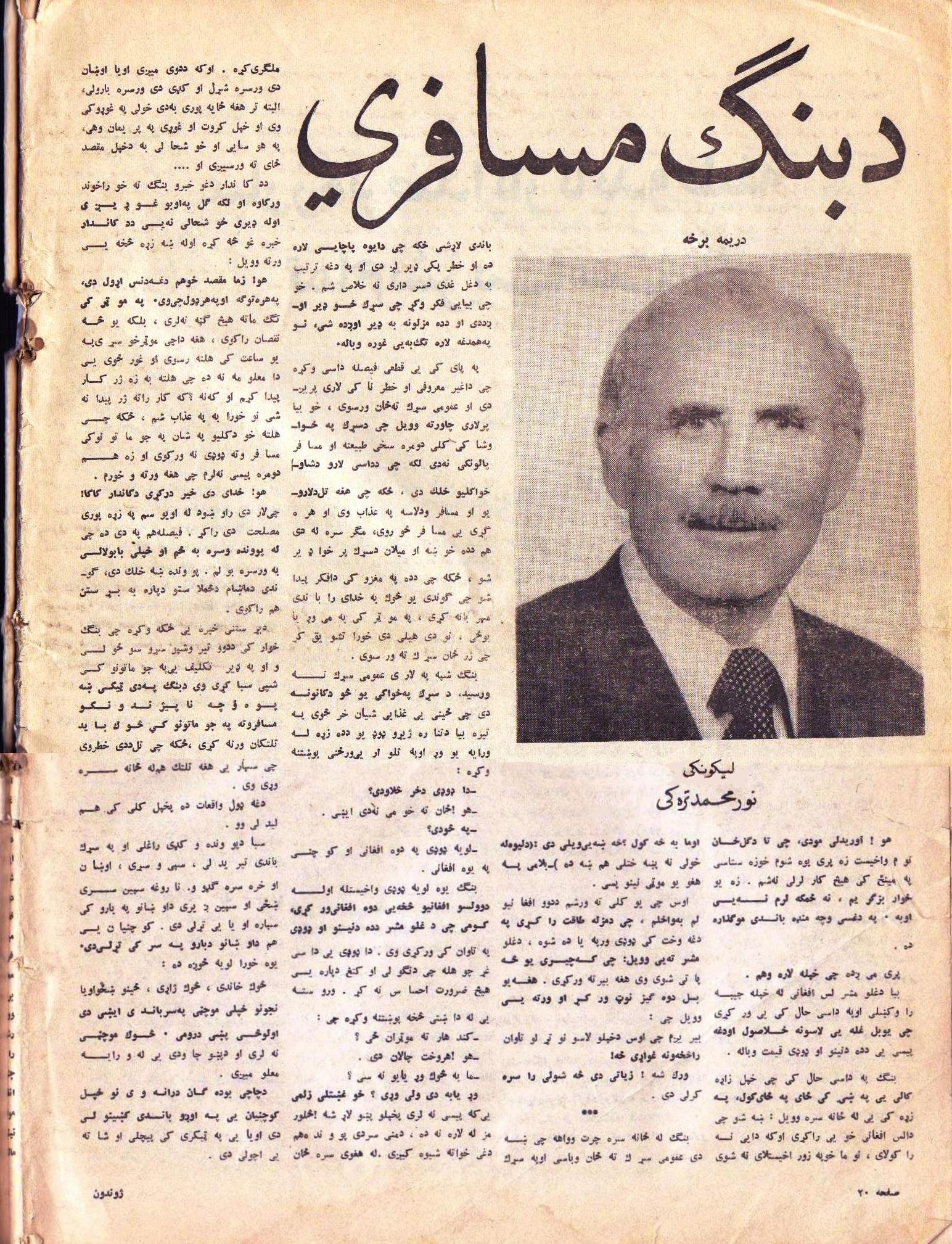
Nour Mohammad Taraki apparaissant dans un journal de l'époque.

À peine la révolution achevée, les tensions apparaissent entre les deux tendances du PDPA. Un premier gouvernement de coalition équilibrant également le pouvoir entre le khalq et le parcham est mis en place, mais cette parité ne correspond pas à la réalité effective de l'équilibre des forces au sein du parti, les khalqis étant majoritaires à 3 contre 2 environ. Par ailleurs, une grande partie des khalqis sont des militaires, ce qui leur donne un avantage certain face aux parchamis, qui souhaitent quant à eux partager le pouvoir avec d'autres partis non communistes. Dès juillet 1978, profitant de sa supériorité numérique, Taraki exile de facto Babrak Karmal, Anahita Ratebzad, Nour Ahmad Nour, Mohammad Najibullah et d'autres chefs parchamis en les nommant ambassadeurs, laissant la tendance du parcham sans leadership. Les autres dirigeants parchamis restés sur place sont arrêtés à la fin de l'été après avoir été accusés de préparer un nouveau putsch (Sultan Ali Keshtmand, Abdul Qadir, Mohammad Rafie), ou bien se rallient au Khalq (Souleiman Laeq). Désormais seul au pouvoir, le khalq se lance dans d'ambitieuses et radicales réformes communistes.

#### Relations avec l'Islam
Au lendemain de la révolution de Saur, Taraki affirme que la révolution et le nouveau gouvernement afghan suivent les « principes fondamentaux de l'Islam ». Contrairement à ce qui est souvent affirmé, l'État n'impose à aucun moment l'athéisme, et n'interdit pas la pratique de la religion aux afghans. Taraki, bien que faisant figurer la basmala au début de chacun de ses discours et décrets, est pourtant largement connu par la population pour ses convictions athées et matérialistes. La plupart des mesures prises par le gouvernement dans les mois suivants vont à l'encontre de la pratique traditionnelle et rigoriste de l'islam, et les membres du clergé, très souvent hostiles au khalq car très souvent eux-mêmes des propriétaires terriens, sont visés par une campagne de répression. Les officiels du régime ne fréquentent pas avec assiduité les mosquées, ce qui est mal perçu par la population. Dès le 12 juin, le drapeau traditionnel afghan, noir vert et rouge et remplacé par un drapeau rouge orné du mot « Khalq », ainsi que d'un double épis de blé et d'une étoile rouge et or, signe typique des pays communistes, symboles incompréhensibles pour la population, qui rapproche vite le nouveau drapeau à celui de l'URSS voisine.

#### Campagne d'alphabétisation et pour les droits des femmes
Le gouvernement initie rapidement une ambitieuse campagne d'alphabétisation, en particulier des femmes, créant une nouvelle agence afghane pour l'alphabétisation de la population, la NACAI, se fixant pour objectif d'éradiquer l'analphabétisme en Afghanistan dans un délai de cinq ans, délai excessivement optimiste revu ensuite à 10 ans. Se basant sur le volontarisme des jeunes membres du PDPA-Khalq, la campagne, qui se concentre en particulier sur les soldats et les femmes, souffre cependant d'un cruel manque de main-d'œuvre. Le régime communiste réussira cependant sur le long terme à alphabétiser des milliers et des milliers de personnes, malgré les ravages de la guerre. Par ailleurs, le gouvernement de Taraki interdit les mariages d'enfants et les mariages forcés, et limite le prix de la dot à 300 afghanis, afin d'empêcher les ventes de femmes se déroulant officieusement dans le pays. Les femmes sont autorisées à entrer dans les forces armées, et sont encouragées à ne plus porter ni le voile, ni le tchador, et les hommes, à se couper la barbe.
Les populations rurales et les élites religieuses réagissent globalement avec hostilité, nombre d'hommes refusant catégoriquement que leurs épouses ou filles puissent aller à l'école. Nombre d'enseignants sont attaqués, parfois tués par des villageois et des moudjahidines, aussi, le gouvernement réagit en faisant interner puis exécuter un grand nombre des personnes.

#### Réforme agraire
Taraki lance une grande réforme agraire, en annulant dès juillet 1978 les dettes usurières des paysans, mesure accueillie avec soulagement par la population. En effet, beaucoup des paysans, trop pauvres de se procurer par eux-mêmes les ressources pour irriguer leurs champs ou pour acheter du grain ou du bétail, sont écrasés par leurs créanciers (souvent des chefs tribaux ou des seigneurs féodaux) sous des dettes insolvables, les laissant dans une situation de servitude permanente. Une ambitieuse réforme agraire est donc lancée à l'hiver 1978, faisant redistribuer les terres aux paysans pauvres, après les avoirs confisquées aux propriétaires terriens. Le gouvernement encourage également les paysans a se regrouper en coopératives, et les nomades, à se sédentariser.
La réforme ne remporte malheureusement pas le succès escompté : Sans les ressources financières des notables provinciaux à présent dépossédés (ou parfois physiquement éliminés), les paysans se retrouvent avec encore moins de moyens pour subsister, les institutions de substitut prévues par le gouvernement, surtout en matière de crédit, s'avérant largement insuffisantes pour faire face à la demande. Par ailleurs, la très grande majorité des afghans n'ont aucune conscience politique, et ne conçoivent absolument pas l'idée de pouvoir êtres propriétaires de leurs propres terres. Beaucoup sont liés aux chefs tribaux ou aux seigneurs féodaux par de complexes liens tribaux que le Khalq a omis de prendre en compte. L'autorité de Kaboul étant somme toute très relative pour une grande partie du pays, souvent, aussitôt les représentants du gouvernement repartis, la situation reprend comme avant, la réforme n'étant de facto pas appliquée. L'hiver 1978-1979 étant particulièrement rude, la récolte de 1979 est mauvaise, ce qui pousse nombre de paysans, affamés, sous la direction des chefs tribaux et féodaux, à se rebeller contre le gouvernement,.

#### Politique étrangère
Au lendemain de la révolution de Saur, Taraki annonce souhaiter suivre une politique de strict non-alignement, même s'il se rapproche dans les faits de l'URSS et du bloc de l'est. Il est solennellement accueilli à Moscou en visite officielle du 3 au 5 décembre 1978, visite se concluant par la signature d'un traité d'amitié et de coopération soviéto-afghan. Un des articles du traité prévoit un possible stationnement des troupes soviétiques sur le sol afghan. L'influence soviétique augmente drastiquement, en Afghanistan : le nombres de conseillers et cadres dans les domaines civils et militaires passe de 400 à 2000, beaucoup d'entre eux étant des Ouzbeks ou des Tadjiks. Taraki est notamment assez proche de Léonide Brejnev, secrétaire général du PCUS. Cependant, il ne se comporte pas tel la marionnette docile que ses adversaires dépeignent : il ignore les conseils des soviétiques de procéder avec prudence et modération pour les réformes, ou encore de partager le pouvoir avec Karmal, le parcham et les autres partis progressistes non-communistes (la dureté avec lequel il traite notamment les parchamis s'explique par sa peur de voir l'URSS utiliser ces groupes pour le renverser et obtenir ainsi un gouvernement plus malléable).
Il entreprend une politique étrangère agressive vis-à-vis du Pakistan, ravivant les revendications irrédentistes pachtounes et baloutches remettant en cause les frontières prévues par la ligne Durand. Les relations entre les deux pays, qui s'étaient améliorées depuis 1977, tombent vite très bas, le Pakistan, dirigé par le général Zia, continuant le soutien aux rebelles islamistes du Jamiat-e Islami et du Hezb-i Islami, basés depuis 1975 sur son territoire. Les relations avec l'Empire, puis avec la république islamique d'Iran, se dégradent aussi, ni le Shah, ni Khomeini, ne pouvant admettre un pays communiste à leurs frontières. Les relations avec les États-Unis d'Amérique sont rompues en février 1979 après que des moudjahidines aient enlevé puis assassiné l'ambassadeur Adolph Dubs.

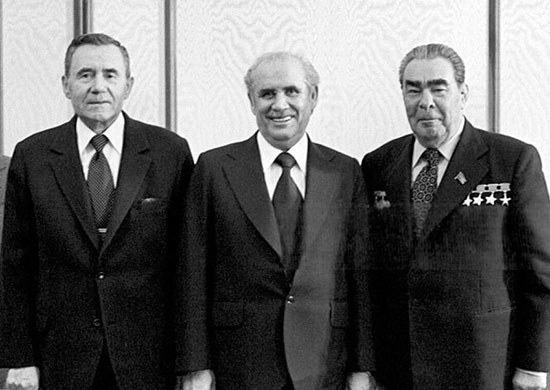
Nour Mohammad Taraki, avec à sa droite, Léonid Brejnev, secrétaire général du PCUS, et à sa gauche, Andreï Gromyko, ministre des affaires étrangères de l'URSS.

#### Insurrection des moudjahidines
Le refus de Taraki de partager le pouvoir avec les autres partis rend le pays extrêmement difficile à gouverner, les khalqis n'étant que quelques milliers. Le gouvernement essaye de surcroît d'imposer ses réformes par la force, et ce au pire moment envisageable : Les décennies d'action centralisatrice du gouvernement cherchant à s'imposer face aux structures tribales et féodales, l'occidentalisation des dirigeants afghans, et le nationalisme pachtoune ont exacerbés les tensions au sein de la population. Le mouvement islamiste, financé par le Pakistan, travaille de plus en plus les campagnes, qui ont été frappées de 1969 à 1973 par une famine meurtrière contre laquelle le gouvernement s'est montré impuissant.     
La prise de pouvoir par les communistes entraine un essor immédiat de l'action anticommuniste, les chefs islamistes rentrant en Afghanistan pour organiser la lutte armée. La petite armée afghane (100 000 hommes) est vite frappée par purges et désertions, handicapant sérieusement ses capacités à maintenir l'ordre. La population, poussée par les chefs féodaux et religieux, s'insurge et s'organise en une multitude de groupes islamistes anti-gouvernementaux, les moudjahidines (ou « guerriers saints »), qui reçoivent l'aide du Pakistan, de l'Iran, de l'Arabie Saoudite et des États-Unis, et qui rejoignent diverses organisations islamistes déjà existantes (Jamiat-e Islami, Hezb-e Islami, Harakat-e inqilabi-e Islami, etc.).  La province du Nouristan, traditionnellement hostile au pouvoir central, se soulève dès juin 1978, mais la rébellion reste au départ très localisée, désorganisée, et sans moyens. La situation devient cependant peu à peu hors contrôle à partir du printemps et de l'été 1979, la population se soulevant, et le gouvernement la réprimant, créant un cercle vicieux où la violence engendre encore plus de violence, comme à Kerala. L'union soviétique, embarrassée, n'a pas d'autre choix que d'intensifier son aide à l'Afghanistan,. 
La fragilité du régime apparaît au yeux de tous en particulier après l'insurrection d'Hérat de mars 1979, où la population et les soldats se soulèvent, prennent le contrôle de la ville puis massacrent les militants, officiers et sympathisants khalqis, ainsi que les conseillers soviétiques et leurs familles. Au bout de deux semaines, le gouvernement envoie des unités fidèles au pouvoir en place, bombarde la ville et écrase brutalement l'insurrection. Taraki commence à demander aux soviétiques d'intervenir militairement, ce qui est lui est pour le moment refusé. Le 5 aout, en plein cœur de Kaboul, près de la forteresse de Bala Hissar, des moudjahidines et des maoïstes tentent un coup d'Etat, brutalement réprimé, qui ébranle un peu plus Taraki. Il proclame alors le Djihad contre les opposants du khalq, espérant renouveler les succès qu'Amanullah Khan avait rencontré en 1919 en appelant le peuple à lutter contre les britanniques, mais la campagne ne donne pas de résultats.   

#### Rupture Taraki-Amin
Pendant les 18 mois de sa présidence, les relations entre Taraki et Amin se dégradent lentement au contact du pouvoir, en partie sous l'influence des Soviétiques, qui vont appuyer Taraki contre Amin, jugé trop radical. Les deux hommes au départ assez proches finissent par éprouver une véritable haine l'un envers l'autre. Amin développe immédiatement après la révolution un culte de la personnalité pour Taraki, dont les portraits, imprimés par centaines, sont affichés de façon envahissante dans tout les bâtiments publics, et sont brandis par les manifestants lors du défilé du 1 er mai, tandis que des chansons à sa gloire sont diffusées en boucle à la radio et que les journaux le qualifient de « Grand leader » ou de « Génie de l'Orient ». Taraki, sans cesse flatté, s'y habitue et devient vaniteux, ce qui offense particulièrement Amin. Vieillissant et à la santé déclinante, il constate qu'Amin essaye de le marginaliser et de faire de lui une figure de proue afin de mieux se réserver la réalité du pouvoir. Malgré ses efforts, Amin s'impose peu à peu comme l'homme fort du khalq, Taraki ne pouvant compter que sur quelques officiers comme Aslam Watanjar. A l'été 1979, alors que la situation devient de plus en plus alarmante, le gouvernement ne contrôlant plus de fait l'essentiel du pays, Taraki réalise la nécessité de se réconcilier avec le parcham, de réhabiliter Babrak Karmal et de revenir sur certaines réformes, en particulier la réforme agraire. Taraki estime aussi que seul un rapprochement avec l'URSS peut permettre de sauvegarder le régime en place, tandis qu'Amin voudrait au contraire prendre ses distances avec les soviétiques, et maintenir le dialogue avec les Etats-Unis, voire de partager le pouvoir avec certains moudjahidines comme Gulbuddin Hekmatyar. 

### Assassinat
Le 14 septembre 1979, Taraki invite Amin pour déjeuner dans le palais de l'Arg. Il s'agit en réalité d'un piège destiné à l'assassiner. Amin s'échappe in extremis, et mobilise l'armée, organisant un coup d'Etat, faisant finalement arrêter Taraki, qui est emprisonné, puis secrètement exécuté sur ses consignes, en le faisant étouffer sous un matelas. Il est annoncé par la suite que Taraki a démissionné de son poste pour « raison de santé », son décès n'étant discrètement annoncé que le 9 octobre, officiellement des suites d'une « grave maladie »,. Des rumeurs sur la mort de Taraki ont tôt fait de se répandre, les circonstances suspectes de sa disparition ne trompant personne,. Il faudra pourtant attendre l'invasion de l'Afghanistan, le 27 décembre 1979, pour établir la vérité sur sa disparition, qui achevé de convaincre les soviétiques d'envahir le pays et de placer au pouvoir Babrak Karmal, plus sûr selon le KGB.